# Serrat del Galobard
El Serrat del Galobard és una serra situada als municipis de Calders (Moianès) i Navarcles (Bages), amb una elevació màxima de 357 metres.